# Iwan Karlowitsch Tscherlizki
Iwan Karlowitsch Tscherlizki, auch: Johann Heinrich Tscherlitzky, Jean Tscherlitzky bzw.  Tscherlitzki, Czerlitzky, Scherlitzky, russisch Иван Карлович Черлицкий, Ivan Karlovič Čerlickij (* 20. November 1799 in Kasan, Russisches Kaiserreich; † 2. November 1867 in Sankt Petersburg), war ein russischer Organist, Pianist, Musikpädagoge und Komponist.

## Leben
Tscherlizki stammte aus einer musikalischen, lutherischen Familie. Er erhielt seinen ersten Unterricht bei seinem Vater Karl Tscherlitzki (1773–1841), der als Musiklehrer in verschiedenen Städten Russlands tätig war. 1818 kam er nach Sankt Petersburg. Er wurde Organist an der lutherischen Katharinenkirche und gab auch Konzerte an der lutherischen Petersburger Hauptkirche Sankt Petri, an der sein Onkel Otto Leopold Czerlitzky († 1831) seit 1813 Organist war. Auch dessen Söhne, Tscherlitzkis Cousins Otto, Organist an St. Petri von 1831 bis 1840 und Karl, Musiklehrer am Smolny-Institut sowie Tscherlitzkis Bruder Alexander (1804–1878), Klavierlehrer am Smolny-Institut prägten das St. Petersburger Musikleben.

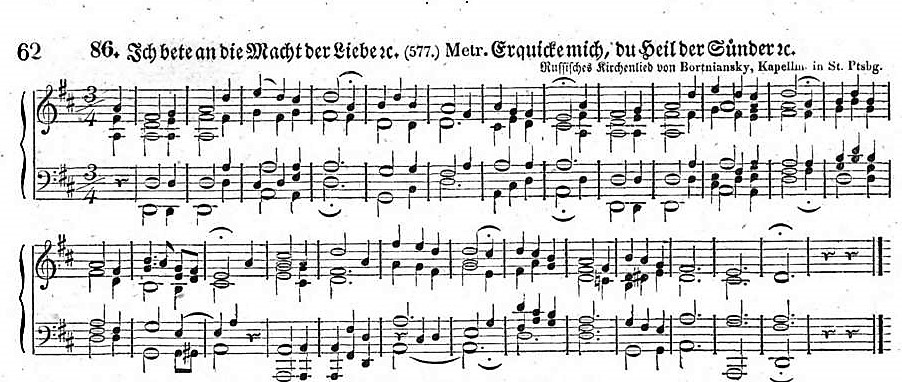
Ich bete an die Macht der Liebe im Choralbuch von Gossner/Tscherlitzki 1825

Tscherlizki freundete sich mit Johannes Evangelista Goßner an und gab ein Choralbuch zu Goßners Sammlung auserlesener Lieder von der erlösenden Liebe und den Liedern im Schatzkästchen heraus, das 1825 in Leipzig bei Tauchnitz erschien. Es enthält 13 eigene Kompositionen Tscherlizkis, die jedoch kaum Nachwirkung gehabt haben. Lediglich die Melodie Glorification (Gossner's) findet sich bis heute in einigen US-amerikanischen Gesangbüchern. Eine andere Melodie im Choralbuch wurde ungleich wirkungsmächtiger: Hier findet sich erstmals, vermutlich durch Tscherlizki, die Zuordnung der Melodie des in Petersburg wirkenden ukrainischen Komponisten Dmitri Stepanowitsch Bortnjanski (1751–1825) zu der Liedstrophe Gerhard Tersteegens Ich bete an die Macht der Liebe. Durch seine anschließende Tätigkeit in Berlin (1826–1858) vermittelte Goßner die Melodie samt deutschem Text an den Hof des Königs Friedrich Wilhelms III. von Preußen und seiner Nachfolger, von wo aus sie Eingang in den Großen Zapfenstreich fand.
Von 1820 bis 1829 und von 1845 bis 1853 unterrichtete Tscherlizki Klavierspiel im Smolny-Institut. Um 1831 war er Meisterschüler von John Field in Moskau.
Seine 15 Klaviertranskriptionen von Orgelwerken Johann Sebastian Bachs, die 1844/45 in fünf Bänden in Sankt Petersburg erschienen, spielten eine wichtige Rolle für die Verbreitung der Werke Bachs in Russland, wo es nur wenige Orgeln gab. Daneben transkribierte er auch Kammermusikwerke von Felix Mendelssohn Bartholdy für Klavier.
An eigenen Kompositionen schuf er u. a. Symphonien, ein Klavierkonzert und Kompositionen für Klavier solo.

## Werke
- Choralbuch. Enthaltend die Melodieen zu der Sammlung auserlesener Lieder von der erlösenden Liebe und den Liedern im Schatzkästchen von Johannes Gossner. Mit Stereotypen gedruckt. Leipzig: Tauchnitz 1825

Digitalisat, Bayerische Staatsbibliothek
- Felix Mendelssohn Bartholdy: Ottetto pour (des instruments à cordes) 4 violons, 2 violes et 2 violoncelles: op. 20. Arrangement pour le piano par Jean Tscherlitzky. Leipzig: Breitkopf & Härtel, 1862
- Souvenir de Stenkino. Transcription de la célèbre Mazurka, Op. 7, de Chopin. Petersburg: Bernard